# Gustave-Adolphe de Hohenlohe-Schillingsfürst
Pour les articles homonymes, voir Maison de Hohenlohe.
Le prince Gustave-Adolphe de Hohenlohe-Schillingsfürst (Gustav Adolf Prinz zu Hohenlohe-Schillingsfürst), né le 26 février 1823 à Rotenburg an der Fulda et mort le 30 octobre 1896 à Rome est un cardinal allemand.

## Biographie
Gustave-Adolphe de Hohenlohe-Schillingsfürst est le fils du prince François-Joseph de Hohenlohe-Schillingsfürst (1787-1841), de la branche catholique des Hohenlohe, et de la princesse, née princesse Constance de Hohenlohe-Langenbourg (1792-1847). Il est le frère du futur duc de Ratibor, Victor de Hohenlohe-Schillingsfürst (1818-1893), du futur chancelier de l'Empire allemand, Clovis de Hohenlohe-Schillingsfürst (1819-1901), du prince Constantin de Hohenlohe-Schillingsfürst (de) (1828-1896), futur grand maréchal de la Cour de l'empereur François-Joseph à Vienne et de Philippe Ernest de Hohenlohe-Schillingsfürst (1820-1845).
Il étudie la théologie à Breslau et à Munich et devient membre de l'Accademia Ecclesiastica de Rome en 1846. Il est ordonné prêtre le 25 août 1849 des mains mêmes de Pie IX, réfugié à Gaète et devient aussitôt grand aumônier du pape. Il est consacré évêque in partibus d'Édesse en 1857 par Pie IX avec comme co-consécrateurs Giuseppe Cardoni (it) et François Marinelli. Il est nommé en 1866 cardinal-prêtre, titulaire de Saint-Calixte. Comme son frère Clovis, il s'oppose à l'influence des Jésuites et est réticent par rapport au dogme de l'infaillibilité pontificale, car il tente vainement d'empêcher le Kulturkampf qui s'annonce en Allemagne. Il quitte Rome avant la fin du concile pour vivre dans le château familial de Schillingsfürst (de), mais ne s'oppose pas ensuite aux conclusions du concile. Envoyé de nouveau à Rome en tant qu'ambassadeur auprès du Saint-Siège, ses lettres d'accréditation sont refusées par Pie IX, ferme adversaire de Bismarck. Le poste ne sera pas pourvu avant plusieurs années. Il retourne à Rome en 1876 et gagne la confiance de Léon XIII qui le nomme évêque d'Albano de 1879 à 1884 et aussi archiprêtre de la basilique Sainte-Marie-Majeure.
Il meurt à Rome le 30 octobre 1896, où il est enterré au cimetière teutonique.

## Succession apostolique
Gustave-Adolphe de Hohenlohe-Schillingsfürst a ordonné les évêques suivants :
- Cardinal Angelo Di Pietro (1866)
- Archevêque Luigi Puecher Passavalli, O.F.M.Cap. (1867)
- Évêque Francisco Cardoso Ayres (pt) (1868)
- Archevêque Salvatore Magnasco (it) (1868)
- Évêque Achilles Rinaldini (1879)
- Archevêque Celestino del Frate (1880)
- Évêque Giuseppe Ingami (1880)
- Évêque Francesco Giordani (1882)